# Savonranta
Savonranta est une ancienne municipalité de l'est de la Finlande, dans la région de Savonie du Sud.
La commune de Savonranta a fusionné avec la ville de Savonlinna au 1er janvier 2009.
Savonranta était une des communes les plus sauvages de la région des lacs. L'eau recouvre 32 % du territoire de la municipalité, la forêt étant omniprésente ailleurs. Les lacs aux eaux très pures communiquent entre eux par un incroyable réseau de chenaux. Ils constituent l'habitat d'une des espèces de mammifère les plus rares de la planète, le Phoque annelé du Saimaa, une des trois sous-espèces de phoque d'eau douce, dont il ne reste en tout que 280 spécimens en Finlande. Leur habitat privilégié est le parc national de Kolovesi, dont une petite partie se situe sur le territoire de Savonranta.
Le grand lac Orivesi s'étend à l'est, séparant Savonie et Carélie.
Les habitants sont très peu nombreux, et pour la plupart concentrés dans le petit centre administratif. Le village est situé non loin de la première implantation connue dans la commune, la forteresse d'Orivirta, petit camp fortifié qui connut son âge d'or au XVIe siècle et dont ne subsistent aujourd'hui que de modestes vestiges.